# Halowe Mistrzostwa Polski Seniorów w Lekkoatletyce 2013
57. Halowe Mistrzostwa Polski Seniorów w Lekkoatletyce – zawody lekkoatletyczne, które odbyły się 16 i 17 lutego 2013 w hali Ośrodka Przygotowań Olimpijskich w Spale.
W mistrzostwach nie wystartowali m.in. tacy zawodnicy, jak Anna Rogowska, Tomasz Majewski, Marcin Lewandowski, Paweł Wojciechowski, Łukasz Michalski czy Karol Hoffmann, zaś Adam Kszczot wystąpił nie na swoim koronnym dystansie 800 metrów, lecz w biegu na 400 metrów.
Podczas zawodów mimima PZLA na halowe mistrzostwa Europy uzyskali: Grzegorz Sobiński na 400 metrów, Szymon Krawczyk, Damian Roszko i Mateusz Demczyszak na 1500 metrów oraz Danuta Urbanik również na 1500 metrów.

## Rezultaty

### Mężczyźni
| Konkurencja:              | 1. miejsce                                 | Rezultat    | 2. miejsce                               | Rezultat    | 3. miejsce                                   | Rezultat    |
| Bieg na 60 m              | Kamil Kryński KS Podlasie Białystok        | 6,72 SB     | Artur Zaczek OŚ AZS Poznań               | 6,75 =PB    | Jakub Giżyński AZS-AWF Warszawa              | 6,77        |
| Bieg na 200 m             | Kamil Kryński KS Podlasie Białystok        | 21,11 PB    | Karol Zalewski KS AZS UWM Olsztyn        | 21,19 =PB   | Kamil Supiński KS Podlasie Białystok         | 21,39 PB    |
| Bieg na 400 m             | Grzegorz Sobiński MKLA Łęczyca             | 47,31       | Łukasz Domagała AZS-AWFiS Gdańsk         | 47,73       | Marcin Grynkiewicz LKS Pomorze Stargard      | 47,86       |
| Bieg na 800 m             | Bartosz Nowicki WKS Śląsk Wrocław          | 1:51,09 SB  | Artur Kuciapski RKS Łódź                 | 1:52,23 PB  | Łukasz Gurtkiewicz MKS-MOS Płomień Sosnowiec | 1:51,26 PB  |
| Bieg na 1500 m            | Szymon Krawczyk KS AZS-AWF Wrocław         | 3:42,27 PB  | Damian Roszko KS Podlasie Białystok      | 3:42,56 PB  | Mateusz Demczyszak WKS Śląsk Wrocław         | 3:42,59 SB  |
| Bieg na 3000 m            | Łukasz Parszczyński KS Podlasie Białystok  | 8:03,62     | Tomasz Osmulski RKS Łódź                 | 8:15,65 PB  | Dawid Klaybor MKS Chojniczanka 1930 Chojnice | 8:19,37 PB  |
| Bieg na 60 m przez płotki | Dominik Bochenek SL WKS Zawisza Bydgoszcz  | 7,73 SB     | Damian Czykier KS Podlasie Białystok     | 7,95 SB     | Maciej Wojtkowski AZS-AWF Warszawa           | 8,05        |
| Chód na 5000 m            | Grzegorz Sudoł KS AZS-AWF Kraków           | 19:03,48 PB | Dawid Tomala AZS-AWF Katowice            | 19:13,16 PB | Łukasz Nowak OŚ AZS Poznań                   | 19:18,66 PB |
| Skok wzwyż                | Szymon Kiecana KS Agros Zamośc             | 2,20 PB     | Maciej Kiendzierski MKLA Łęczyca         | 2,16 =PB    | Maciej Lepiato GZSN Start Gorzów Wlkp.       | 2,12        |
| Skok o tyczce             | Piotr Lisek OSOT Szczecin                  | 5,50 =PB    | Robert Sobera KS AZS-AWF Kraków          | 5,50 PB     | Przemysław Czerwiński OSOT Szczecin          | 5,40 =SB    |
| Skok w dal                | Adrian Strzałkowski MKS Aleksandrów Łódzki | 7,88 =PB    | Marcin Starzak KS AZS-AWF Biała Podlaska | 7,64 SB     | Krzysztof Uwijała MKS Sambor Tczew           | 7,58        |
| Trójskok                  | Michał Lewandowski SKLA Sopot              | 16,16 PB    | Jakub Daroszewski BKS Bydgoszcz          | 15,69 SB    | Marcin Dudek KS Podlasie Białystok           | 15,49 PB    |
| Pchnięcie kulą            | Jakub Szyszkowski WKS Śląsk Wrocław        | 18,94       | Kamil Zbroszczyk KKL Kielce              | 18,80       | Jakub Giża LKS Stal Mielec                   | 18,52 SB    |
| Siedmiobój                | Paweł Wiesiołek KS Warszawianka W-wa       | 5599 pkt.   | Marcin Przybył AZS-AWF Gorzów            | 5500 pkt.   | Szymon Czapiewski SL WKS Zawisza Bydgoszcz   | 5372 pkt.   |

### Kobiety
| Konkurencja:              | 1. miejsce                               | Rezultat    | 2. miejsce                                    | Rezultat    | 3. miejsce                                 | Rezultat   |
| Bieg na 60 m              | Marika Popowicz SL WKS Zawisza Bydgoszcz | 7,38 SB     | Angelika Stępień AZS-AWF Katowice             | 7,51        | Ayla Kisiel UKS 19 Bojary Białystok        | 7,57       |
| Bieg na 200 m             | Marika Popowicz SL WKS Zawisza Bydgoszcz | 23,73 SB    | Angelika Stępień AZS-AWF Katowice             | 24,13 PB    | Ewelina Ptak WKS Śląsk Wrocław             | 24,26      |
| Bieg na 400 m             | Agata Bednarek AZS Łódź                  | 54,03 PB    | Magdalena Gorzkowska TS AKS Chorzów           | 54,37 SB    | Justyna Święty AZS-AWF Katowice            | 54,69      |
| Bieg na 800 m             | Anna Rostkowska KS Athletic Jakać Młoda  | 2:04,76     | Sandra Michalak MKS-MOS Płomień Sosnowiec     | 2:05,37     | Danuta Urbanik KKS Victoria Stalowa Wola   | 2:06,43    |
| Bieg na 1500 m            | Danuta Urbanik KKS Victoria Stalowa Wola | 4:10,76 PB  | Sandra Michalak MKS-MOS Płomień Sosnowiec     | 4:16,47 PB  | Monika Harasim AZS-AWF Warszawa            | 4:27,56 SB |
| Bieg na 3000 m            | Katarzyna Broniatowska KS AZS-AWF Kraków | 9:21,12     | Monika Harasim AZS-AWF Warszawa               | 9:28,51 PB  | Barbara Niewiedział LUKS MGOKSiR Korfantów | 9:33,28 PB |
| Bieg na 60 m przez płotki | Karolina Kołeczek UKS Trójka Sandomierz  | 8,38        | Katarzyna Świostek AZS-AWF Warszawa           | 8,39 PB     | Urszula Bhebhe AZS-AWF Warszawa            | 8,41       |
| Chód na 3000 m            | Katarzyna Kwoka RLTL ZTE Radom           | 12:21,40 PB | Paulina Buziak OTG Sokół Mielec               | 12:31,62 PB | Agnieszka Dygacz AZS-AWF Katowice          | 12:58,64   |
| Skok wzwyż                | Kamila Stepaniuk KS Podlasie Białystok   | 1,88        | Justyna Kasprzycka KS AZS-AWF Wrocław         | 1,88 PB     | Izabela Mikołajczyk WKS Śląsk Wrocław      | 1,86       |
| Skok o tyczce             | Aleksandra Wiśnik OSOT Szczecin          | 4,00 PB     | Paulina Hnida MKS -MOS Wrocław                | 3,90 PB     | Agnieszka Wrona KKL Kielce                 | 3,80       |
| Skok w dal                | Teresa Dobija AZS Łódź                   | 6,34 SB     | Anna Jagaciak MKS Juvenia Puszczykowo         | 6,21        | Karolina Błażej KS AZS-AWF Kraków          | 6,13 PB    |
| Trójskok                  | Anna Jagaciak MKS Juvenia Puszczykowo    | 13,53       | Anna Zych KS AZS-AWF Biała Podlaska           | 13,25 SB    | Justyna Kowalska KS AZS-AWF Kraków         | 12,95 PB   |
| Pchnięcie kulą            | Agnieszka Maluśkiewicz OŚ AZS Poznań     | 15,49       | Angelika Kalinowska MKS-MOS Płomień Sosnowiec | 14,76       | Dominika Tomczak MKS Baszta Szamotuły      | 14,06      |
| Pięciobój                 | Agnieszka Borowska LKS Zantyr Sztum      | 4097 pkt.   | Karolina Kędzia KS AZS-AWF Wrocław            | 3984 pkt.   | Edyta Kulmaczewska UKS Misiaczki Pruszków  | 3662 pkt.  |